# Gouvernement Estland

Wappen des Gouvernements Estland

Das Gouvernement Estland (bis Mitte des 19. Jahrhunderts meist Esthland geschrieben; russisch Эстляндская губерния, Estljandskaja gubernija; anfangs Gouvernement Reval) war von 1719 bis 1918 das nördlichste der drei (anfangs zwei) Ostseegouvernements des Russischen Kaiserreiches und umfasste ungefähr die Nordhälfte des heutigen Estland. Die Hauptstadt war Reval (heute Tallinn). Estland hatte einen eigenen Landtag, die Estländische Ritterschaft, welche alle drei Jahre zusammentrat.

## Ausdehnung und Verwaltungsgliederung

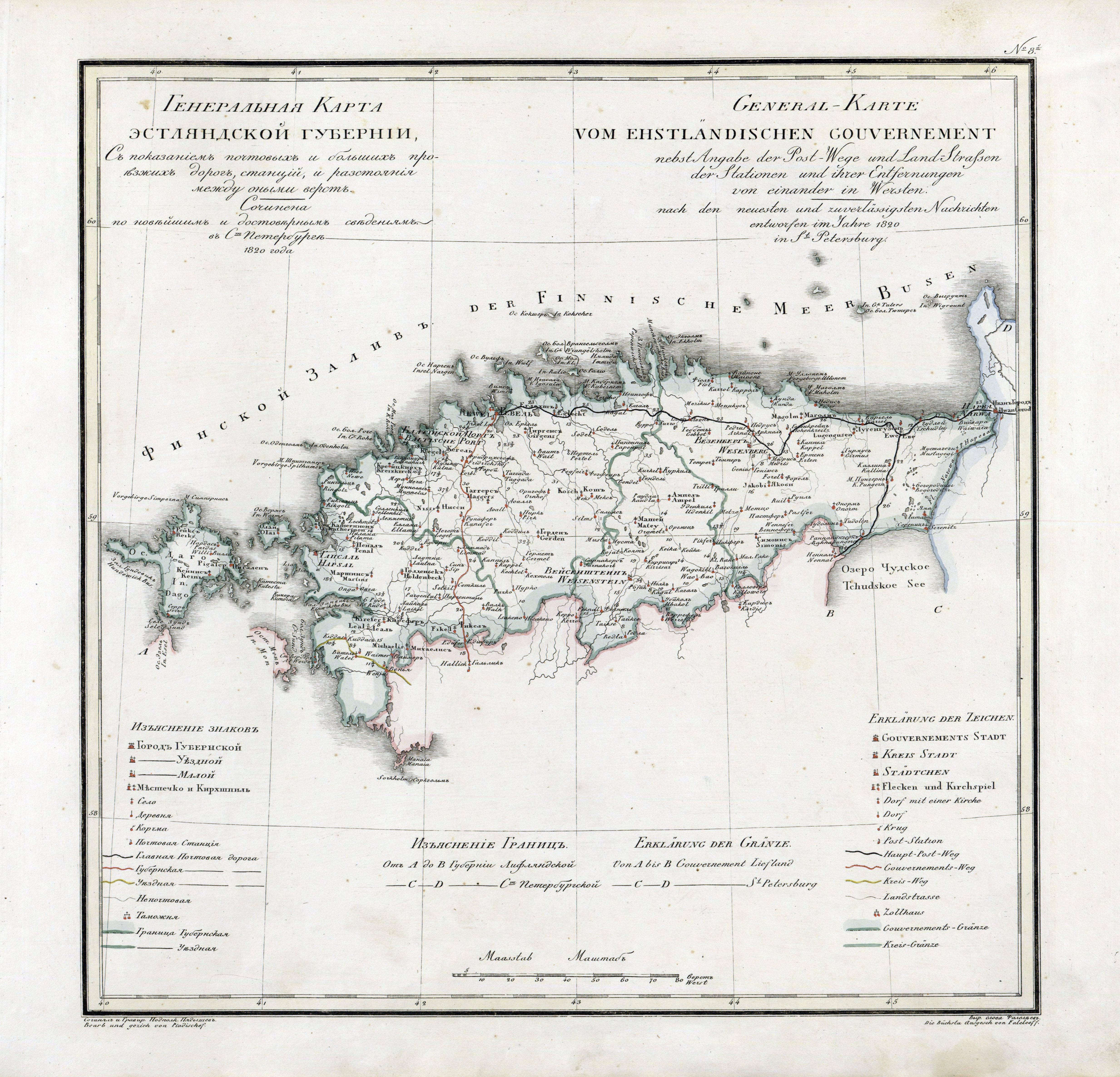
Russisch-deutsche Karte (1820)

Estland im Russischen Kaiserreich (1914)

Das Gouvernement Estland lag mit Einschluss der dazugehörigen Inseln zwischen 58° 19' u. 59° 49' nördlicher Breite und zwischen 22° 2' und 28° 12' östlicher Länge. Es grenzte im Norden an den Finnischen Meerbusen, im Osten an das Gouvernement Sankt Petersburg (durch die Narva davon getrennt), im Süden an Livland und den Peipussee und im Westen an die Ostsee und umfasste eine Fläche von 20.247 km². Die Länge der Wassergrenzen betrug 838 km.
Die Verwaltung war wie im übrigen Russland eingerichtet. Estland war in vier Kreise eingeteilt:
- Harrien (Harju) (Hauptstadt Reval)
- Jerwen (Järve) (Hauptstadt Weissenstein, Paide)
- die Wiek (Lääne) (Hauptstadt Hapsal, Haapsalu)
- Wierland (Viru) (Hauptstadt Wesenberg, Rakvere)

## Geschichte
Nachdem im Großen Nordischen Krieg die Stadt Reval und die Estländische Ritterschaft am 29. September 1710 vor dem Zaren Peter dem Großen von Russland kapituliert hatten, und infolgedessen Estland im Nystader Frieden von 1721 mit dem Russischen Kaiserreich vereinigt worden war, wurde es zu einem russischen Gouvernement. Dieses war bereits vor dem Friedensschluss am 29. Mai 1719 als Gouvernement Reval gebildet wurden. Die relativ freie Stellung, die die Bauern unter schwedischer Herrschaft genossen hatten, wurde mehr und mehr eingeschränkt und die Gutsherrschaften erhielten wieder die Zivil- und Kriminalgerichtsbarkeit. Die allgemeine Erschöpfung nach den nordischen Kriegen, die Verarmung und Entvölkerung, die Große Pest von 1708 bis 1714 und andere ungünstige Umstände trugen dazu bei, die Bevölkerung gegen ihre Leiden abzustumpfen. Erst mit der Regierung Katharinas II. wurde 1764 die Bauernfrage wieder angeregt, aber nicht zum Ziel geführt. Durch einen Ukas vom 3. Juli 1783 wurde das Gouvernement in die Statthalterschaft Reval umgebildet und zunächst in fünf Distrikte, ab 1784 in vier Kreise unterteilt. Unter Paul I. wurden alle Statthalterschaften Russlands aufgelöst und am 12. Dezemberjul. / 23. Dezember 1796greg. auch dieses Gouvernement wiederhergestellt, nun als Gouvernement Estland. Durch Beschluss der Estländischen Ritterschaft wurde 1816 die Leibeigenschaft in Estland aufgehoben; das Gouvernement Kurland folgte mit diesem Schritt 1817, das Gouvernement Livland 1819. Im übrigen Russland hingegen bestand die Leibeigenschaft noch bis 1861.
Mit der Gewährung der estnischen Autonomie durch die provisorische Regierung Russlands am 30. Märzjul. / 12. April 1917greg. wurden die Ujesde Fellin, Jurjew, Ösel, Pernow und Werro sowie ein Teil des Ujesds Walk (damalige russisch Bezeichnungen) aus dem südlich benachbarten Gouvernement Livland an das Gouvernement Estland abgegeben. Mit der Ausrufung der unabhängigen Republik Estland am 24. Februar 1918 hörte das Gouvernement de facto auf zu existieren, de jure mit der Anerkennung der Unabhängigkeit durch den Frieden von Tartu am 2. Februar 1920.

## Statistik zum Jahre 1885
Die Bevölkerung (1882: 379.875 Einwohner, d. h. 19 auf 1 km²) bekannte sich größtenteils zur protestantischen Religion, nur vier Prozent gehörten der orthodoxen und der römisch-katholischen Kirche an. Die Zahl der Lebendgeborenen betrug 1884: 11.704, die der Gestorbenen 8.453, die der geschlossenen Ehen 2.741. Die städtische Bevölkerung repräsentierte gegen 16 % der Gesamtbevölkerung. Bis 1885 war die Amtssprache Deutsch, den vor allem in den Städten vertretene deutschsprachige Bevölkerungsteil nannte man Estländer im Unterschied zu den Esten. Auf einigen Inseln und im Küstengebiet wohnten etwa 5.000 schwedische Bauern.
Der Ackerbau bildete die Hauptbeschäftigung der Einwohner. Die Hauptprodukte waren Roggen, Hafer, Gerste und Kartoffeln, sowie Buchweizen, Hanf und Flachs, weniger Weizen. Der durchschnittliche Reinertrag der Kornproduktion wird für 1883 auf mehr als zwei Millionen Hektoliter geschätzt. Daneben gab es Obstbau und Waldwirtschaft. Die Viehzucht war bedeutend; 1873: 63.620 Pferde (meist von der kleinen, aber kräftigen estnischen Rasse), 189.672 Stück Rindvieh, 241.236 Schafe, 52.000 Schweine und 1.566 Ziegen. Von der Gesamtfläche des platten Landes kamen 1873 auf das Ackerland 16,58 %, auf das Wiesenland 25,47 %, auf das Weideland 16,28 %, auf die Holzung 18,98 % und auf die Moräste etc. 22,68 %. Abgesehen von den Mühlen, zählte man 1884: 202 Fabriken und diesen ähnliche gewerbliche Etablissements mit gegen 7.000 Arbeitern und einem Produktionswert von 28 Millionen Rubel. Bedeutend war die Branntweinbrennerei, mit der sich 157 Fabriken beschäftigten, die 158 Millionen Grad Spiritus erzeugten.
Der Handel beschränkte sich größtenteils auf die Hafenplätze Reval, Baltischport (Paldiski), Kunda und Hapsal, die länger eisfrei blieben als Sankt Petersburg oder Kronstadt und daher für das Russische Reich sehr wichtig waren. Der Wert der Einfuhr zur See über Reval bezifferte sich 1884 auf 69,4 Millionen Rubel, über Baltischport auf 367.274 Rubel; der Wert der Ausfuhr betrug über Reval 19,4 Millionen Rubel, aus Baltischport wurde 1884 nichts exportiert (1883 für 1 Mill. Rubel). Die Einfuhr bestand in roher Baumwolle, Maschinen und Maschinenteilen, Manufakturwaren, Wolle, Südfrüchten, Heringen, Salz, Steinkohlen, Wein etc.; die Ausfuhr in Spiritus, Korn, Flachs.
An Unterrichtsanstalten hatte Estland (1878) 3 klassische Gymnasien, 29 Real-, Bürger-, Kreis- und Töchterschulen, 22 städtische Elementarschulen und 543 Landvolksschulen, darunter 12 Mittel-, sogen. Parochialschulen. Es kam auf dem Land eine Volksschule auf 575 bäuerliche Einwohner. Die ländlichen Schulen wurden besucht von 21.961 Kindern beiderlei Geschlechts, es kam also ein Schulkind auf ca. 14 Einwohner. Zur Heranbildung von Lehrern für diese Volksschulen wurden von der Ritter- und Landschaft zwei Seminare unterhalten.